# Jutta Kleinschmidt

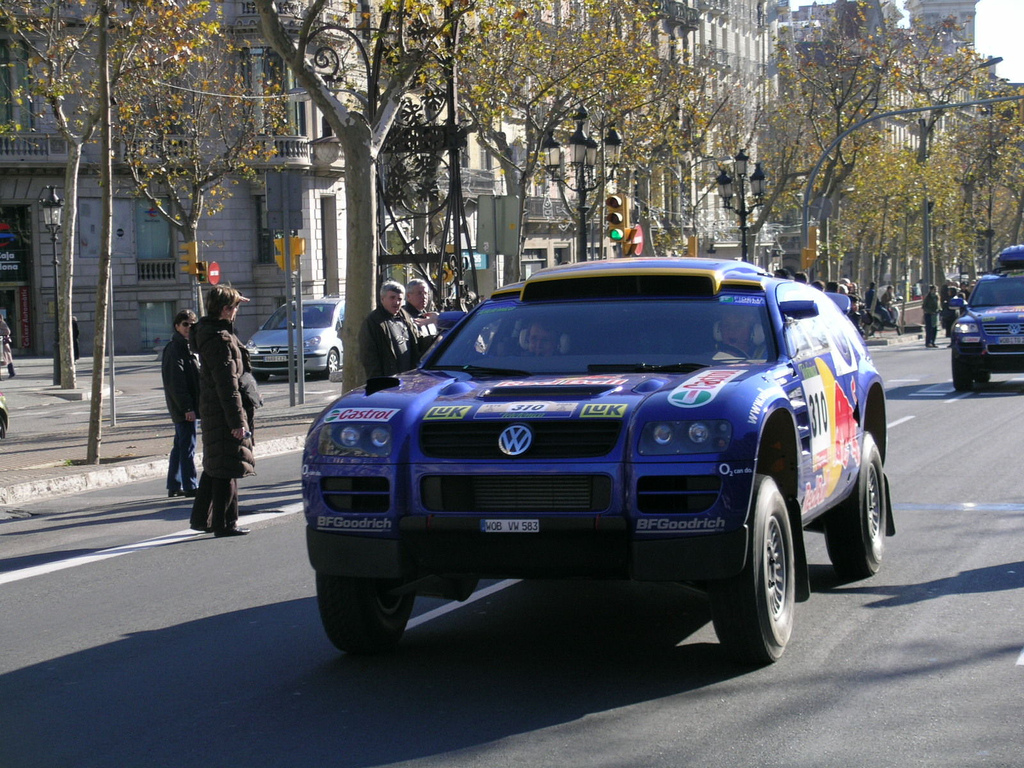
Jutta Kleinschmidt în VW Touareg în drum spre Startul Rallye Paris-Dakar, Paris 2005

Jutta Kleinschmidt (n. 29 august 1962, Köln, Germania) este o femeie pilot de raliu. Este prima femeie care a câștigat Raliul Dakar la categoria autoturisme, pe 21 ianuarie 2001.
A studiat Fizica la Politehnica din Isny, după care a lucrat ca Inginer la concernul BMW. În 1988 a concurat pentru prima oară la Rallye Paris-Dakar pe o motocicletă BMW, în 2001 a ajuns pe primul loc pe un Mitsubishi, în 2005 a concurat iarăși pe un VW Tuareg, iar pentru 2007 se pregătește (pe cât se pare) pentru a concura pe un BMW X3CC.

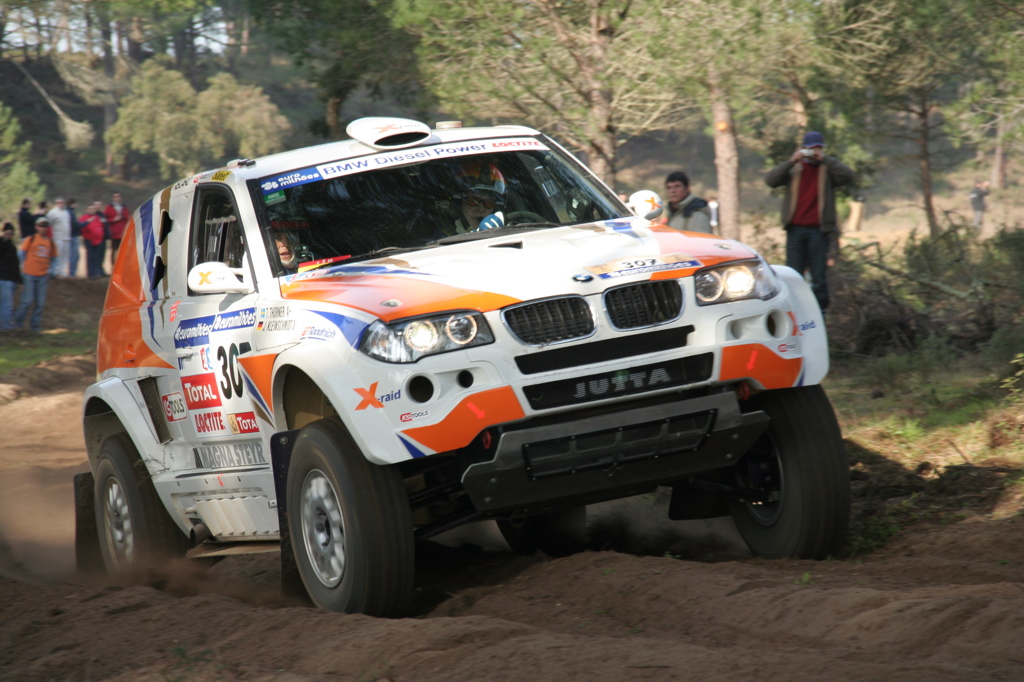
Jutta Kleinschmidt, BMW X3CC, Rallye Paris-Dakar 2007